# Qashabiya
La kashabia o qashabiya  (in Berbero: ⴽⴰⵛⴰⴱⵉⵢⴰ, in arabo: القشابية) è un tradizionale indumento invernale berbero originario dell'Algeria.

## Etimologia

Uomini che indossano la qashabiya

Secondo Georges Séraphin Colin, il termine arabo "qeššabiya" utilizzato nell'Algeria centrale e orientale è una deformazione del latino gausapa, un termine che sarebbe stato conservato nella forma di gosaba nell'Adrar, dove si riferisce a una camicia.
I dizionari arabi elencano diverse definizioni ed etimologie per il termine qashabiya, sebbene concordino tutti nel designare un indumento ma differiscano nelle sue caratteristiche.

## Origine
La Qashabiya è un indumento simbolico e caratteristico degli Altipiani dell'Algeria; è realizzata principalmente nel cuore di Djelfa e nei suoi dintorni. Si può trovare anche nelle regioni orientali del Marocco, nell'Aurès, in Tunisia e persino fino in Tripolitania.
Queste regioni formano un continuum culturale ed etnico basato su una società araba e beduina la cui attività principale rimane la pastorizia e l'allevamento dei dromedari. Lo spazio geografico della Qashabiya corrisponde a quello degli altipiani aridi e secchi dell'Atlante sahariano dove gli inverni e le notti sono rigidi. È una regione abitata principalmente da tribù arabe, i Sehari, gli Hamyan, gli Ouled Nail, i Rahman e gli 'Umur, rinomati per la loro competenza nell'addomesticamento dei dromedari e nello sfruttamento della loro lana.
Parlare della qashabiya significa sollevare la questione del posto del cammello nella cultura nordafricana. In effetti, la lana di dromedari , chiamata al-Wabr (الوبر) in arabo, occupa un posto centrale nell'artigianato algerino ereditato dalle tradizioni beduine del paese.
L'uso dell'al-Wabr da parte degli arabi e dei berberi per proteggersi dal freddo è antico e vario. Si trova nella maggior parte degli abiti maschili del Mashreq e del Maghreb rurale. Nomi di città e luoghi come 'Ain Al-Ibl (Djelfa) o 'Ain Al-Nagah (Biskra) testimoniano l'importanza del cammello nel panorama culturale degli altipiani algerini. Questa lana viene raccolta dai nomadi durante la tosatura e viene utilizzata per la fabbricazione di burnus, tende, qashabiya e altri indumenti. La lana di pecora (as-Sawf) viene talvolta aggiunta a questo pelo nel processo di fabbricazione della qashabiya.

## Caratteristiche
Presenta un cappuccio e si differenzia dal burnous per la presenza di maniche e una chiusura. È spesso e più largo della Djellaba (الجلابة), è fatto di lana di dromedario. Consente a chi lo indossa di sfidare il vento e le precipitazioni invernali.
Ha anche un'importanza significativa nella memoria collettiva algerina, poiché, insieme al burnous, rappresenta l'abbigliamento degli chuhada ovvero i componenti della resistenza che si oppose all'occupazione francese durante la guerra di liberazione nazionale algerina. Ha anche la reputazione di essere l'abbigliamento nazionale dell'Algeria.
Il "know-how" e l'artigianato della qashabiya sono principalmente femminili. Ancora oggi, è la donna beduina a occuparsi di tutte le fasi della produzione. Ciò spazia dalla pulitura della lana (ashm) alla tessitura (sadwah).
La qashabiya è associata ai mujaheddin che combatterono durante la guerra d'indipendenza algerina. Fu fondamentale per aiutare i guerriglieri algerini a resistere al freddo rigido delle montagne, consentendo loro anche di mimetizzarsi nell'ambiente circostante.